# Каменский, Мацей
Мацей Каменский (пол. Maciej Kamieński, в России также Матвей Каминский, Каменьский; 13 октября 1734, Шопрон — 25 января 1821, Варшава)— польский композитор словацкого происхождения.
Учился в Шопроне и, вероятно, в Вене, с 1765 г. жил и работал в Варшаве. Первым начал писать оперы на польские слова и сюжеты — первая же его польская опера «Счастье в несчастье» (пол. Nędza uszczęśliwiona; 1778) имела огромный успех. За ней последовали в 1779 г. «Софья» (пол. Zośka, czyli wiejskie zaloty) и «Добродетельная простота» (пол. Prostota cnotliwa), а затем и ряд других опер, а также полонезы, мессы, оффертории, кантата по случаю открытия монумента Яну Собескому.